# Hieronymus Schurff

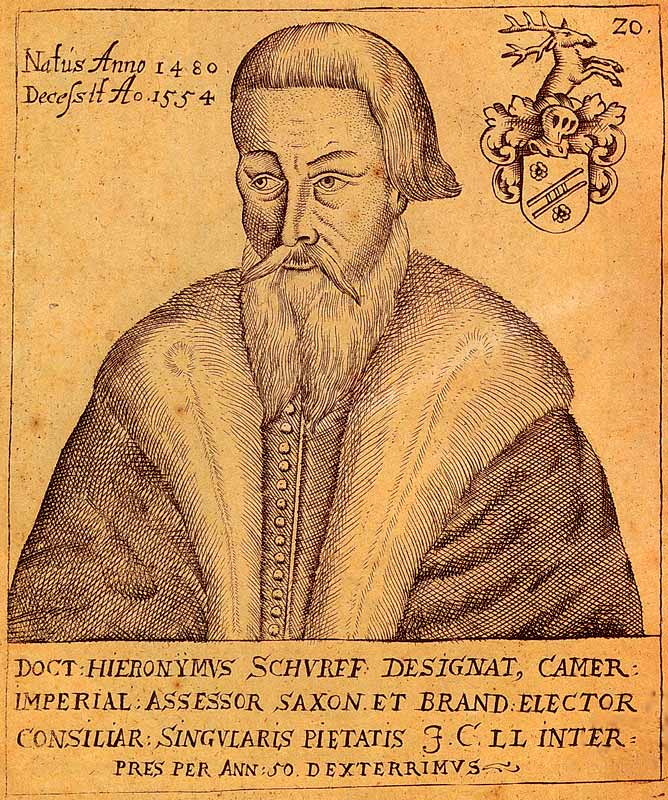
Hieronymus Schurff

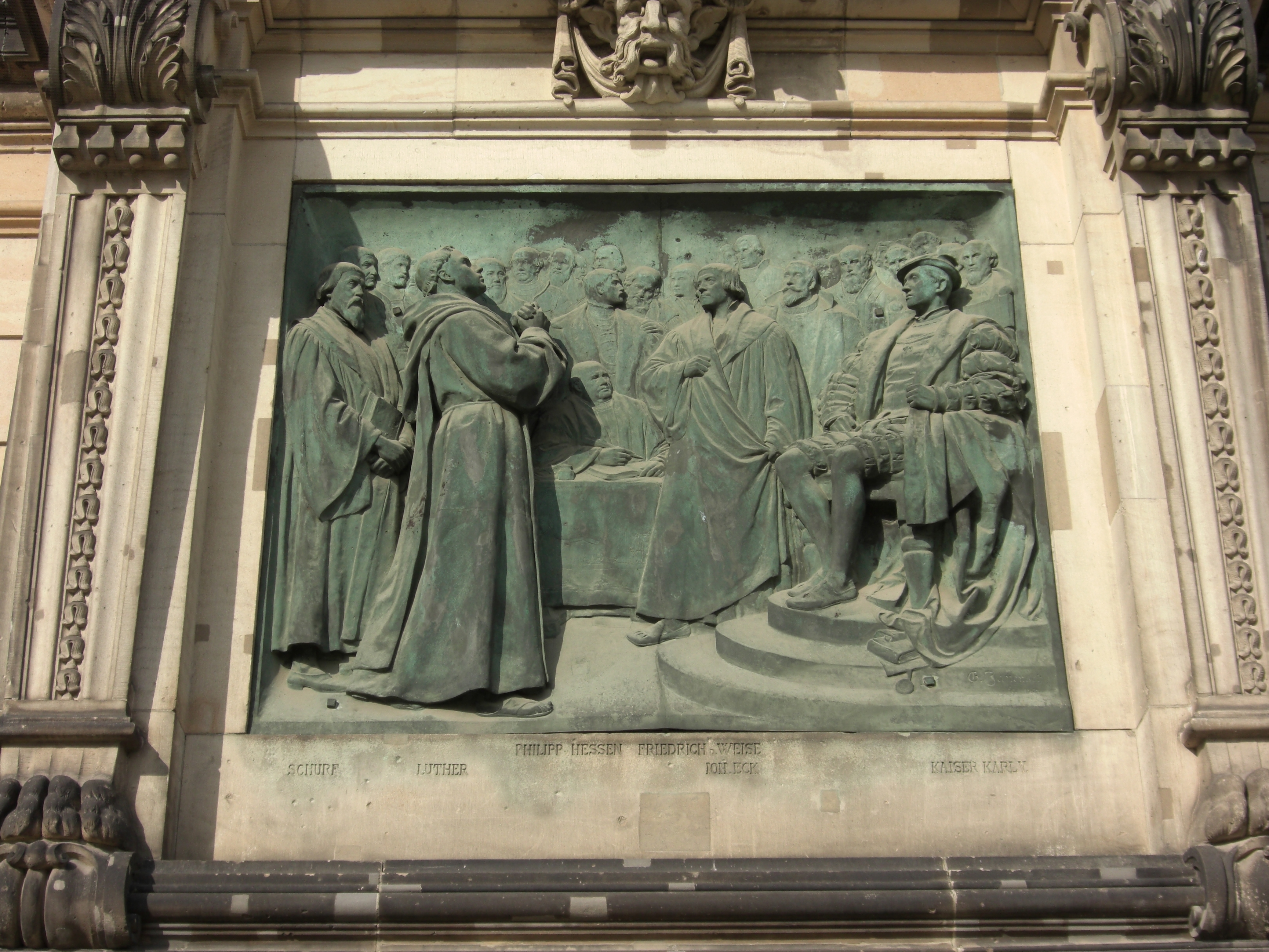
Hieronymus Schurff, Martin Luther und Johannes Eck auf dem Reichstag zu Worms; Relief am Berliner Dom

Hieronymus Schurff (auch Schurf, Schürpff, Schuirpff; * 12. April 1481 in St. Gallen; † 6. Juni 1554 in Frankfurt (Oder)) war ein deutscher Jurist.

## Leben
Als Sohn des angesehenen St. Galler und später Biberacher Arztes Johann Schurff geboren, erhielt er in seiner Geburtsstadt eine gediegene Vorbildung. Sein Großvater war der St. Gallener Bürgermeister Hans Schurff. Hieronymus sollte wie sein Vater Arzt werden und immatrikulierte sich 1494 an der Universität Basel. In Basel hörte er die Vorlesungen des Ulmers Ulrich Krafft, die ihn jedoch für die Rechtswissenschaften begeisterten. Mit Krafft ging er am 19. Oktober 1501 an die Universität Tübingen, wo er sich am 8. Dezember 1501 den Magistergrad der Artes erwarb. In Tübingen hatte er sich mit Ambrosius Volland befreundet, den er 1502 auf Wunsch von Johann von Staupitz an die neu gegründete Universität Wittenberg begleitete und er war bei der feierlichen Eröffnung der Universität am 18. Oktober zugegen. 1509 folgte ihm sein Bruder Augustin Schurff nach Wittenberg.
Nachdem Schurff an der Universität zunächst philosophische Vorträge über Aristoteles nach der Auslegung von Johannes Duns Scotus für 30 Gulden und freie Versorgung gehalten hatte, absolvierte er die erste Disputation an der philosophischen Fakultät. Nachdem er im Wintersemester 1504 Rektor der Universität gewesen war, trat er im Frühjahr 1505 in die juristische Fakultät ein, wo er kirchenrechtliche Vorlesungen über den Liber Sextus und die Clementinen hielt. 1507 war er außerordentlicher Professor, las über den Kodex Corpus iuris civilis und wurde zum Doktor beider Rechte (doctor iuris utriusque) promoviert.
Später erhielt er den Titel eines kurfürstlichen Rates, war Beisitzer am sächsischen Oberhofgericht und führte eine umfangreiche Tätigkeit als Rechtskonsulent aus. Bei der neuen Fundation der Universität 1536 erhielt er die Stelle eines ordentlichen Professors als erster Legenten der Rechte für die Pandekten. Nachdem der sächsische Kurfürst die Schlacht bei Mühlberg verloren hatte, flüchtete Schurff nach Frankfurt (Oder), wo man sich bereits in den dreißiger Jahren um ihn bemüht hatte. Dort lehrte er bis zu seinem Lebensende.
Schurffs Bedeutung liegt vor allem in seiner persönlichen Stellung zur Reformation und zu Luther. Sein Ruf als Lehrer und Konsulent waren weit gerühmt und er bildete Schüler wie Ulrich von Mordeisen, Melchior Kling, Gregor Brück und andere aus. Als einziges Werk aus seiner Zeit ist seine Consilia bekannt. Als Augenzeuge der Entstehung der Reformation hat er selbst die evangelische Überzeugung angenommen. Jedoch kam er auch mit Martin Luther in Streit, als dieser bei seiner Verbrennung der Bannandrohungsbulle auch symbolisch die kanonischen Rechte mit verbrannte. Luther wollte, dass dem Kirchenrecht das Neue Testament zu Grunde gelegt wird, was Schurff zwar positiv sah, er wollte jedoch die wichtigsten Grundlagen des bestehenden Rechtssystems beibehalten. Die sich in dieser Frage bis 1545 hinziehende Auseinandersetzung beendete eine Entscheidung des Kurfürsten zugunsten von Luther.

## Teilnahme am Reichstag in Worms
Dennoch überschattete diese Auseinandersetzung die Beziehung der beiden nicht allzu sehr: Schurff begleitete Friedrich den Weisen zum Wormser Reichstag 1521, wo er ihm als Rechtsberater zur Seite stand. Bei dem Auftritt Martin Luthers vor dem Reichstag fungierte er als dessen Anwalt.
Ihren Rückweg von Worms aus trat die Reisegruppe am Freitag, den 26. April 1521 nach Wittenberg an. Über Frankfurt am Main, Friedberg, Grünberg und Hersfeld wurde Eisenach am 2. Mai erreicht. Luther ließ Hieronymus Schurff, Jonas und Petrus Suawe
allein weiterreisen, da er seine Verwandten in Möhra besuchen wolle. 
Schurff unterstützte auch Philipp Melanchthon, als dieser sich mit Andreas Bodenstein und Ulrich Zwingli auseinandersetzen musste. Diese wollten durch das Mosaische Gesetz die überlieferte Rechtsordnung umstoßen.
Schurff war eine redliche und einsichtsvolle Persönlichkeit von großem Scharfsinn, nach Luthers Ausspruch „ein scharfer Jurist, der Billigkeit lieb hat“. Als Dozent erfreute er sich eines großen Ansehens, auch wenn seine Vorlesungen durch seine Verpflichtungen zu leiden hatten. Den größten Ruhm hat Schurff dadurch erlangt, dass er bei den Größten in die Schule gegangen ist, denen er dann in der schweren Zeit sein juristisches Wissen als Stütze zur Verfügung gestellt hat.
Schurffs Werke wurden postum in den Jahren 1559 und 1564 durch die römisch-katholische Kirche auf den Index der verbotenen Bücher gesetzt.